# Bredde (Siebeneick)
Bredde ist eine Hofschaft in der bergischen Großstadt Wuppertal. 

## Lage und Beschreibung
Die Hofschaft liegt im Nordwesten der Stadt Elberfeld auf 182 m ü. NHN in dem Wuppertaler Wohnquartier Siebeneick des Stadtbezirks Uellendahl-Katernberg unmittelbar an der Stadtgrenze zu Velbert.
Benachbarte Wohnplätze und Ortschaften sind Kopfstation, Zur Mühlen, Galgenbusch, Motschenbruch und Ascherfeld.

## Geschichte
Bredde wurde erstmals 1355 in einem Verzeichnis der zur  bergischen Herrschaft Hardenberg gehörenden Güter urkundlich erwähnt und gehörte im Spätmittelalter und der frühen Neuzeit zur Villikation des Oberhofs Neviges in der Bauerschaft Unterste Siebeneick. Es lag nahe der Alten Kölnischen Straße von Köln über Hilden, Erkrath-Hochdahl, Mettmann-Diepensiepen und Wülfrath-Oberdüssel nach Westfalen. 
Bredde wird auf der Topographia Ducatus Montani des Erich Philipp Ploennies aus dem Jahre 1715 als Bretten bezeichnet. Der Ort ist auf der Topographischen Aufnahme der Rheinlande von 1824 als a.d.Bret und auf der Preußischen Uraufnahme von 1843 als a.d.Bredt eingezeichnet. Auf Messtischblättern des 20. Jahrhunderts trägt der Ort den Namen Bredde.
Im 19. Jahrhundert gehörte Bredde zu der Bauerschaft Untensiebeneick der Bürgermeisterei Hardenberg, die 1935 in Neviges umbenannt wurde. Damit gehörte es von 1816 bis 1861 zum Kreis Elberfeld und ab 1861 zum alten Kreis Mettmann. 
1815/16 werden für den Bereich um Bredde 73 Einwohner gezählt. Der laut der Statistik und Topographie des Regierungsbezirks Düsseldorf 1832 als mehrere Höfe kategorisierte Ortsbereich wurde als auf der Bredden bezeichnet und besaß zu dieser Zeit drei Wohnhäuser und drei landwirtschaftliche Gebäude. Zu dieser Zeit lebten 30 Einwohner im Ort, davon drei katholischen und 27 evangelischen Glaubens. 1888 lebten in Bredde vier Einwohner in einem Haus.
Durch die nordrhein-westfälische Gebietsreform kam Neviges mit Beginn des Jahres 1975 zur Stadt Velbert und die östlichen Außenortschaften von Neviges um Bredde wurden in Wuppertal eingemeindet.